# Фукуираптор
Фукуираптор (лат. Fukuiraptor) — род динозавров-теропод из группы Megaraptora, обитавший во времена раннемеловой эпохи (136,4—125,0 млн лет назад) на территории современной Японии (окаменелости были найдены в отложениях формация Китадани и, возможно, Себаяси).

## История изучения
Типовой образец представляет собой частичный скелет (FPDM-V97122), обнаруженный в карьере Китадани недалеко от Кацуямы в префектуре Фукуи. Вероятно, образец принадлежал не до конца выросшему животному. В карьере также были найдены останки многих других особей, в том числе многочисленные плечевые и бедренные кости и зубы, которые были отнесены к этому таксону. Эти дополнительные материалы также принадлежали молодым динозаврам, которые были меньше голотипа (самая маленькая особь была менее четверти от размеров голотипа). Зуб (NDC-P0001), обнаруженный в блоке конгломерата из формации Себаиси, также был отнесён к фукуираптору.

## Описание
Судя по тонким фалангам, фукуираптор был относительно лёгким животным. Согласно первоначальному описанию, длина неполовозрелого голотипа составляла 4,2 м, а вес — 175 кг. В 2010 году Грегори С. Пол рассчитал длину животного в 5 метров, а вес — в 300 кг. В исследовании 2014 года масса тела оценивалась в 250 кг. Molina-Pérez и Larramendi в 2016 году оценили длину в 4,3 м, а вес — в 590 кг.
Зубы фукуираптора имеют сходство как с зубами кархародонтозаврид (очень сжатые с боков, а также имеют морщинистую эмаль), так и с зубами тираннозаврид (присутствуют бороздки рядом с зазубринами). У голотипа также были очень большие и плоские когтевые фаланги на передних конечностях, что сыграло роль в его первоначальной ошибочной классификации как дромеозаврида (так как когти на руках были ошибочно приняты за когти на ногах), а также в его нынешней классификации как мегараптора.

## Классификация
Изначально таксон относили к дромеозавридам и аллозаврам, однако более поздние исследования относят его к мегарапторам (группf, которая, возможно, входиn в семейство Neovenatoridae). В то же время, анализ 2012 года показал, что мегарапторы входили в число тираннозавроидов, что позволило бы переклассифицировать фукуираптора в тираннозавроидного целурозавра. Проведённый в 2016 году кладистический анализ теропода Gualicho позволил предположить, что фукуираптор и другие мегарапторы являются либо аллозавроидами, либо базальными целурозаврами, не связанными с тираннозавроидами.
В работе 2016 года высказывалось предположение о том, что фукуираптор был близким родственником австралийского Australovenator, однако исследование 2018 года (проведённое Delcourt и Grillo) отнесло Australovenator к Megaraptoridae наряду с другими таксонами южного полушария, в то время как фукуираптор был оставлен вне пределов этого семейства.
Ниже приведена кладограмма по Delcourt и Grillo, 2018.

|  | Murusraptor |
|  | |
|  | \| \| Tratayenia \| \| \| \| \| \| Megaraptor \| \| \| \| \| \| Orkoraptor \| \| \| \| \| \| Aerosteon \| \| \| \| \| \| Australovenator \| \| \| \| |
|  | |
|  | Tratayenia |
|  | |
|  | Megaraptor |
|  | |
|  | Orkoraptor |
|  | |
|  | Aerosteon |
|  | |
|  | Australovenator |
|  | |

|  | Tratayenia      |
|  |                 |
|  | Megaraptor      |
|  |                 |
|  | Orkoraptor      |
|  |                 |
|  | Aerosteon       |
|  |                 |
|  | Australovenator |
|  |                 |

|  | Murusraptor |
|  | |
|  | \| \| Tratayenia \| \| \| \| \| \| Megaraptor \| \| \| \| \| \| Orkoraptor \| \| \| \| \| \| Aerosteon \| \| \| \| \| \| Australovenator \| \| \| \| |
|  | |
|  | Tratayenia |
|  | |
|  | Megaraptor |
|  | |
|  | Orkoraptor |
|  | |
|  | Aerosteon |
|  | |
|  | Australovenator |
|  | |

|  | Tratayenia      |
|  |                 |
|  | Megaraptor      |
|  |                 |
|  | Orkoraptor      |
|  |                 |
|  | Aerosteon       |
|  |                 |
|  | Australovenator |
|  |                 |

## Палеоэкология
В формации Китадани, в отложениях которой были найдены окаменелости фукуираптора, также были обнаружены остатки других позвоночных. Описанные таксоны включают гадрозавроидов фукуизавра и Koshisaurus, макронария Fukuititan,  терезинозавра фукуивенарора и авиала Fukuipteryx .